# Mexichthonius
Genre
Mexichthonius est un genre de pseudoscorpions de la famille des Chthoniidae.

## Distribution
Les espèces de ce genre se rencontrent au Mexique et aux États-Unis.

## Liste des espèces
Selon Pseudoscorpions of the World (version 3.0) :
- Mexichthonius exoticus Muchmore, 1996
- Mexichthonius pacal Muchmore, 1978
- Mexichthonius unicus Muchmore, 1975

## Publication originale
- Muchmore, 1975 : A new genus and species of chthoniid pseudoscorpion from Mexico (Pseudoscorpionida, Chthoniidae). Journal of Arachnology, vol. 3, p. 1-4 (texte intégral).